# Carter Jenkins
Carter Mark Jenkins (Tampa, Florida; 4 de septiembre de 1991) es un actor, director y guionista estadounidense.

## Vida personal y carrera
Jenkins nació el 4 de septiembre de 1991 en la ciudad de Tampa, Florida. Es el más chico de tres hijos de Mary Elizabeth Sanders y Eric Mark Jenkins, es hermano menor de Tiffany y Renneker Jenkins. Comenzó a actuar en teatro comunitario, y luego en los anuncios locales y nacionales. Ha protagonizado programas de televisión como Surface, Viva Laughlin, CSI Miami, House, CSI: Nueva York, Without a Trace, The Bernie Mac Show, Unfabulous, junto con los largometrajes, Bad News Bears, Keeping Up with the Steins, La vida es Ruda y el cortometraje "Un Día de Trabajo". 
Su última película es de 20th Century Fox, llamada Aliens in the Attic, como "Tom Pearson", siendo el protagonista de esta película, trabajando junto a Ashley Tisdale, Austin Butler, Robert Hoffman, Kevin Nealon y Doris Roberts. En la película, su personaje junto con sus hermanos y primos batallan para salvar su casa de vacaciones y al mundo de una invasión extraterrestre. Participó en Valentine's Day como el novio de Emma Roberts, ellos son una pareja de adolescentes que pretenden tener su primera vez, en esta película Jenkins ha trabajado con actores mundialmente conocidos como son Jessica Alba, Julia Roberts y Jessica Biel, entre otros. A los 10 años se mudó con su familia a Los Ángeles, CA, donde vive actualmente.
Durante 2017-2018 protagonizó la serie de televisión Famous in Love basada en la novela del mismo nombre escrita por Rebecca Serle para la cadena televisiva Freeform.

## Filmografía

### Películas
| Año  | Película                    | Rol               | Notas                  |
| ---- | --------------------------- | ----------------- | ---------------------- |
| 2003 | The Honor System            | Peg               | Cortometraje           |
| 2004 | The Three Body Problem      | Byron             | Cortometraje           |
| 2005 | Bad News Bears              | Joey Bullock      | Secundario             |
| 2005 | Life Is Ruff                | Preston Price     | Película de televisión |
| 2006 | Keeping Up with the Steins  | Zachary Stein     | Protagonista           |
| 2006 | Think Tank                  | Joven Dex         | Secundario             |
| 2008 | A Day's Work                | Zack              | Cortometraje           |
| 2009 | Pequeños Invasores          | Tom Pearson       | Protagonista           |
| 2009 | Arcadia Lost                | Sye               | Secundario             |
| 2010 | Valentine's Day             | Alex              | Secundario             |
| 2011 | JAW                         | Seth              | Cortometraje           |
| 2012 | Struck by lightning         | Nicholas Forbes   | Secundario             |
| 2012 | The Nevsky Prospect         | David             | Protagonista           |
| 2012 | Happenstance                | Nick              | Cortometraje           |
| 2013 | Life Life in in Space Space | Inspector Shnotzy | Cortometraje           |
| 2014 | Heavy Water                 | River             | Protagonista           |
| 2014 | Drink                       | Gray              | Cortometraje           |
| 2015 | Nightlight                  | Chris             | Protagonista           |
| 2015 | Circle                      | Universitario     | Cameo                  |
| 2015 | A Light Beneath Their Feet  | Jeremy            | Secundario             |
| 2015 | Tales from the Darkside     | Carter            | Película de televisión |
| 2015 | Any Tom, Dick, or Harry     | JJ Hale           | Película de televisión |
| 2016 | Summer of 8                 | Jesse             | Protagonista           |
| 2021 | After: almas perdidas       | Robert            | Secundario             |
| 2022 | After: amor infinito        | Robert            | Secundario             |

### Series de televisión
| Año       | Serie               | Rol               | Notas                                      |
| --------- | ------------------- | ----------------- | ------------------------------------------ |
| 2003      | The Bernie Mac Show | Michael           | 2 episodios                                |
| 2003      | Run of the House    | Joven Kurt        | 1 episodio                                 |
| 2003      | Jimmy Kimmel Live!  | Niño              | 1 episodio                                 |
| 2003      | Sin rastro          | Kyle              | 1 episodio                                 |
| 2004-2005 | Unfabulous          | Eli Pataki        | 6 episodios                                |
| 2004      | Everwood            | David Beck        | 1 episodio                                 |
| 2004      | Oliver Beene        | Niño              | 1 episodio                                 |
| 2004      | Scrubs              | Todd              | 1 episodio                                 |
| 2005-2006 | Surface             | Miles Barnett     | 15 episodios; protagonista                 |
| 2005      | Lost                | Joven Tom         | 1 episodio                                 |
| 2005      | CSI: Nueva York     | Will Galanis      | 1 episodio                                 |
| 2006      | CSI: Miami          | Raymond Caine Jr. | 1 episodio                                 |
| 2006      | House M. D.         | Mark McNeil       | 1 episodio                                 |
| 2006      | Los 4400            | Todd Barstow      | 1 episodio                                 |
| 2007      | Viva Laughlin       | Jack Holden       | 6 episodios                                |
| 2009-2010 | Lie to Me           | Rick Massey       | 2 episodios                                |
| 2014      | Chosen              | Reid              | 1 episodio                                 |
| 2014      | The Following       | Preston Tanner    | 4 episodios                                |
| 2015      | Mad Men             | Andy              | 1 episodio                                 |
| 2016      | Aquarius            | William Garretson | 1 episodio                                 |
| 2017-2018 | Famous in Love      | Rainer Devon      | Protagonista, serie de Television Freeform |